# ダニエル・コーメン
ダニエル・コーメン（Daniel Kipngetich Komen、1976年5月17日 - ）は、1990年代後半に活躍したケニアの陸上競技（中距離）選手である。
1994年に世界ジュニア陸上選手権の5000mと10000mを制し脚光を浴びたコーメンは、翌年には、1500mで3.34.63、そして5000mで12.56.15という2つのジュニア世界記録（当時）を樹立している。
だが、1996年のアトランタオリンピックには5000mでの出場を目指したが選考会で敗退し出場はならなかった。 
しかし、この年、コーメンは2つの世界新記録（当時）を樹立している。まず、2マイル走では8分03秒54、そして、3000mの世界記録は7分20秒67というすばらしい記録である。
1997年には5000mで12分39秒74の世界新記録（当時）を樹立した。また、同じ年に行われた世界陸上選手権では、5000mで金メダルを獲得した。
また、この年2マイル走で史上初めて8分の壁を破る7分58秒61の世界新記録(当時)を樹立した。
1998年には室内3000mでも7分24秒90の記録を樹立し、この記録も現在に至るまで破られておらず世界記録である。また同年、5000mの室内世界記録（当時）12.51.48も記録している。
なお、ノルウェーのヤコブ・インゲブリクトセンが2023年に2マイル走、2024年に3000mの世界記録をそれぞれ出したことでコーメンの記録は破られた。

## 主な実績
| 年   | 大会                   | 場所                           | 種目   | 結果 | 記録     |
| ---- | ---------------------- | ------------------------------ | ------ | ---- | -------- |
| 1994 | 世界ジュニア陸上選手権 | リスボン（ポルトガル）         | 5000m  | 金   | 13:45.37 |
| 1994 | 世界ジュニア陸上選手権 | リスボン（ポルトガル）         | 10000m | 金   | 28:29.74 |
| 1997 | 世界陸上選手権         | アテネ（ギリシャ）             | 5000m  | 金   | 13:07.38 |
| 1998 | コモンウェルスゲームズ | クアラルンプール（マレーシア） | 5000m  | 金   | 13:22.57 |

## 自己ベスト
- 1500m - 3:29.46 (1997年)
- 1マイル - 3:46.38 (1997年)
- 2000m - 4:51.30 (1998年)
- 3000m - 7:20.67 (1996年　世界歴代2位)
- 2マイル - 7:58.61 (1997年　世界歴代2位)
- 5000m - 12:39.74 (1997年)